# Тензиометр (почвоведение)
Тензио́метр — прибор для определения капиллярной (матричной) составляющей потенциала почвенной влаги. Применяется для измерения увлажнённости почвы в сельском хозяйстве при выращивании растений и управления поливом.

## История
Первые тензиометры предложил использовать для автоматизации полива рассады в закрытом грунте американец Бартон Е. Ливингстон в 1908 году. Однако ещё в 1848 другой американец Дж. Бабинет сообщал об устройстве на основе керамической свечи для автоматического полива растений, возможно, именно это и был первый тензиометр. Распространение тензиометры получили начиная с 1920-х годов.

## Устройство и принцип действия
В простейшем случае состоит из керамической тонкопористой пластины или свечи в форме пробирки, заполненной водой, пластиковой или стеклянной трубки и вакуумметра. Внутренняя полость герметична для проникновения воздуха. Обмен водой между внутренней полостью и почвой происходит через поры в стенке керамической свечи, размер которых менее 1 мкм.
При высыхании почвы за счёт капиллярных сил вода из полости свечи высасывается в почву, при этом давление в полости падает. При высокой влажности почвы вода наоборот всасывается в свечу повышая давление в ней. Для каждого значения увлажнённости почвы устанавливается равновесное давление в полости прибора. По давлению, измеряемому вакуумметром, судят о степени увлажнённости. Типичный диапазон изменения давления в приборе при разных степенях увлажнения находится в пределах от 0 до −600…-700 см водяного столба. Для расчёта истинного капиллярно-сорбционного давления из показаний вакуумметра необходимо вычесть гидростатическое давление подвешенного столба жидкости в приборе (давление высоты столба воды от свечи до вакуумметра).
Существуют различные конструкции тензиометров. Часто вакуумметр устанавливается на отдельном колене трубки, другой конец которой закрыт обычной пробкой, необходимой для удаления воздуха и добавления воды, так как для правильной работы прибора вся внутренняя полость должна быть заполнена водой и не содержать воздуха.

## Применение
Тензиометры применяется как в научных исследованиях, так и в сельскохозяйственном производстве. Например, с его помощью может производиться непрерывное наблюдение за влажностью почвы и по результатам наблюдения принятие решения о необходимости полива. Возможна полная автоматизация этого процесса.

## Тензиометрическая станция
В тензиометрических станциях используется по два тензиометра, погружённых в почву на разную глубину от поверхности. Один из них обычно находится на глубине около 30 см и вторая — на глубине около 60 см.

## Варианты тензиометров
- Тензиометр дю Нуи